# Larangan Barma
Larangan Barma is een bestuurslaag in het regentschap Sumenep van de provincie Oost-Java, Indonesië. Larangan Barma telt 3046 inwoners (volkstelling 2010).